# Gens Asconia
La gens Asconia era una gens plebea romana presente durante la Repubblica e l'epoca imperiale. Molto probabilmente la gens proveniva da Padova ed era di origine etrusca o veneta.

## Itria nominausati dalla gens
L'unico praenomen utilizzato dalla gens fu Quintus,  mentre il solo cognomen usato fu Pedianus.

## Membri illustri della gens
- Quinto Asconio Pediano (Quintus Asconius Pedianus): vissuto nel I secolo a.C., fu un commentatore di Marco Tullio Cicerone;